# Granuliet

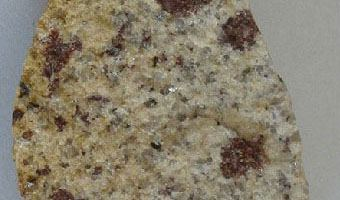
Een voorbeeld van granuliet

Granuliet is een metamorf gesteente dat wordt gevormd bij hoge temperaturen en druk (metamorfose). Granuliet heeft meestal een granulaire textuur, waar ook de naam granuliet van afgeleid is.
De standaard mineralen in granuliet zijn pyroxeen, plagioklaas, granaat, diverse oxiden en mogelijk amfibool.
Granuliet vormt bij hoge temperaturen en bij grote druk, meestal door regionale metamorfose. In sommige gevallen is de precieze temperatuur waarbij het gesteente vormde lastig te bepalen. Gemiddeld ontstaat granuliet bij 700 °C, maar in extreme gevallen kan dat oplopen tot 1000 °C. Sommige granulietsoorten zijn partieel gesmolten geweest, maar dit hoeft ondanks de hoge temperatuur niet altijd het geval te zijn. 
Geologen gaan ervan uit dat een groot deel van de diepere continentale korst uit granuliet bestaat. Dit granuliet komt enkel in gebergten (door erosie) en als xenolieten in stollingsgesteenten naar het oppervlak.
Het Bakhuisgebergte in Suriname is een granulietlichaam.